# Cieloszka
Cieloszka – wieś w Polsce położona w województwie podlaskim, w powiecie kolneńskim, w gminie Turośl.
| SIMC    | Nazwa     | Rodzaj    |
| ------- | --------- | --------- |
| 0409232 | Rzechucka | część wsi |
| 0409249 | Świerzk   | część wsi |

Przez miejscowość przebiega droga wojewódzka nr 647
Wierni kościoła rzymskokatolickiego należą do parafii Parafia św. Jana Chrzciciela w Turośli.

## Historia
W latach 1921–1939 wieś leżała w województwie białostockim, w powiecie kolneńskim (od 1932 w powiecie ostrołęckim), w gminie Turośl.
Według Powszechnego Spisu Ludności z 1921 roku wieś zamieszkiwało 431 osób, 423 było wyznania rzymskokatolickiego, a 8 mojżeszowego. Jednocześnie 431 mieszkańców zadeklarowali polską przynależność narodową a 8 żydowską. Było tu 80 budynków mieszkalnych. Miejscowość należała do parafii rzymskokatolickiej w m. Turośli. Podlegała pod Sąd Grodzki w Kolnie i Okręgowy w Łomży; właściwy urząd pocztowy mieścił się w m. Turośl.
W wyniku agresji Niemiec we wrześniu 1939, miejscowość znalazła się pod okupacją i do stycznia 1945 była przyłączona do III Rzeszy i znalazła się w strukturach Landkreis Scharfenwiese (ostrołęcki) w rejencji ciechanowskiej (Regierungsbezirk Zichenau) Prus Wschodnich.
W latach 1975–1998 miejscowość należała administracyjnie do województwa łomżyńskiego.